# Dealu Lămășoi
Dealu Lămășoi falu Romániában, Erdélyben, Fehér megyében.

## Fekvése
Cionești mellett fekvő település.

## Története
Dealu Lămăşoi korábban Cionești része volt, 1956 körül vált külön, ekkor 352 lakosa volt. 1966-ban 381, 1977-ben 371, 1992-ben 263, 2002-ben pedig 241 román lakosa volt.